# Guia Lopes da Laguna
Guia Lopes da Laguna – miasto i gmina w Brazylii, w stanie Mato Grosso do Sul.